# ТЭЦ-7 (Москва)
ТЭЦ-7 (Краснопресненская ТЭЦ) — выведенная из эксплуатации теплоэлектроцентраль в Пресненском районе ЦАО Москвы, ранее входившая в состав «Мосэнерго». Расположена по адресу Краснопресненская набережная, дом 10, строения 1, 2, 3, 4, 6, 7, 9, 11, 12.
Строение 1, главный корпус с турбинным и котельным отделениями, башней химической водоочистки и электротехническими мастерскими (1925—1928 гг., арх. М.Бабицкий, инж. А.Сорокин, Н.Лавров) — объект культурного наследия регионального значения.
Остальные строения, в т.ч. ранее имевшие статус выявленных объектов культурного наследия (недоступная ссылка) строения 6 и 7: разгрузочный сарай (1954-1955 гг., арх. З.Розенфельд, перестройка) и эстакады 1 и 2 и дробильное отделение (1925-1928 гг., арх. М.Бабицкий, инж. А.Сорокин, Н.Лавров), экспертизами последних лет отнесены  к объектам средовой застройки.

## История
Одна из первых теплоэлектростанций построена в 1926–1928 годы в рамках реализации плана ГОЭЛРО (Архитектор М. Бабицкий, инженер А. Сорокин) для снабжения паром Трехгорной мануфактуры.
В 1931 году ТЭЦ перестала быть фабричной электростанцией и становится районной электростанцией. Меняется и вид топлива, и вместо использования мазута внедряется уголь. В 1934 г. для измененной технологической цепочки строятся дробильное отделение, две эстакады и разгрузочный сарай для угля.
В июне 1936 года директором ТЭЦ становится первая женщина директор московской ТЭЦ  Дитятева Людмила Федоровна .
Начиная с постройки в 1957 году одного из семи высотных зданий гостиницы «Украина» готовились планы по реставрации и реорганизации территории электростанции для придания месту благоприятного облика.
В 1970 году архитектор В. Рожин строит для ТЭЦ пиковую котельную, напоминающую пароходные трубы. Основное и резервное топливо — природный газ.
В 2010 году ОАО «Мосэнерго» рассчитывало до конца года добиться переноса электростанций — ТЭЦ-7 и ГЭС-2, расположенных в самом центре Москвы.

### Потеря функциональности
В 2012 году работа электростанции была остановлена, территория опустела. Для памятника был предложен инициативный проект превращения в Центр русского авангарда с местом для экспозиций, арт-студий, библиотеки, лектория, синематеки, депозитария, научного центра. Но эта идея не вызвала интереса у городских властей. Согласно другому проекту, предлагалось строительство МФК, предполагающиее снос поздних корпусов электростанции.
В мае 2016 года опубликован акт государственной историко-культурной экспертизы (автор – И.А. Маркина), рекомендующий отнести к памятникам только строение 1. По итогам общественного обсуждения экспертизы вопрос о режиме использования территории вынесен на заседание Научно-методического совета Мосгорнаследия.
Завершенного проекта реставрации и приспособления ТЭЦ до сих пор нет. В июне 2017 года выпущено распоряжение Правительства Российской Федерации о согласии с заключением (актом) государственной историко-культурной экспертизы проекта границ охранной зоны ОКН, объединенной охранной зоны, режимов использования земель и требований к градостроительным регламентам в границах зон охраны.
По состоянию на июль 2020 года застройщиком площадки территории ТЭЦ активизированы попытки получить разрешение на застройку всего участка.